# 자매 교회
자매 교회(姊妹敎會, sister church)는 20세기 기독교에서 사용되고 있는 용어로서 로마 가톨릭교회와 동방 정교회 간의 관계를 설명할 때 사용된다.

## 제2차 바티칸 공의회
현대에 들어서면서 ‘자매 교회’라는 표현은 교황 요한 23세가 콘스탄티노폴리스 총대주교 아테나고라스 1세에게 보낸 서신에서 처음으로 등장하였다. 교황은 서신에서 가까운 시기에 자매 교회들이 박해를 이겨내고 다시 일어나서 교회 일치가 이루어지기를 소망한다는 바람을 표명하였다. 훗날 이 용어는 교황 바오로 6세와 총대주교 아테나고라스 1세가 로마와 콘스탄티노폴리스를 대표해서 맺은 1965년 공동 선언문에도 등장하게 된다.
제2차 바티칸 공의회에서는 특별 교회들과의 관계에 대해 설명할 때 ‘자매 교회들’이라는 표현을 공식적으로 채택하였다. 당시 동유럽 지역에는 각자 독특한 특색을 가진 개별 교회 또는 지역 교회들이 번영하였으며, 이들 가운데에서 총대주교좌 교회들이 가장 첫째가는 위치를 차지하였다. 또한 이들 교회 가운데 적지 않은 교회들은 사도들에게 그 기원을 두고 있다. 그러므로 동방 교회에서는 지역 교회들이 마땅히 자매들로서 지녀야 하는 관계, 믿음과 사랑의 친교 안에서 이루어지는 형제적 관계를 보존하려는 노력과 관심이 매우 컸으며, 지금도 그러하다.
자매들이라는 말이 교회에 적용된 최초의 교황 문서는 교황 바오로 6세가 콘스탄티노폴리스 총대주교 아테나고라스 1세에게 보낸 교황 소칙서 《Anno ineunte》이다. 소칙서에서 바오로 6세는 아테나고라스 1세에게 서방 교회와 동방 교회의 완전한 친교 회복을 위하여 가능한 모든 일을 다 하겠다는 의사를 전하면서 다음과 같이 말하였다.
“이러한 하느님 사랑의 신비가 모든 지역 교회 안에 작용하고 있다는 사실이야말로 각 지역의 교회들이 서로에 대하여 사용하는 ‘자매 교회들’이라는 전통적인 표현의 근거가 아니겠습니까? 수세기 동안 우리 교회들은 이런 식으로 자매들처럼 생활하였고, 세계 공의회들을 함께 거행하며 온갖 부패에 맞서 신앙의 유산을 수호하였습니다. 이제 오랜 기간의 분열과 상호 몰이해를 뒤로하고, 주님께서는 과거에 우리 사이에 생겨났던 장애물들을 극복하고 우리가 자매 교회들임을 새롭게 발견할 기회를 주십니다.”

## 교황 요한 바오로 2세
자매 교회들이라는 표현은 교황 요한 바오로 2세의 여러 문서와 연설에서도 자주 언급되고 있다. 회칙 《슬라브인들의 사도들》(Slavorum Apostoli)에서는 “우리에게 성 치릴로와 성 메토디오 두 성인은 동방과 서방의 두 자매 교회가 완전하고 총체적인 교류 안에서 기도와 대화를 통하여 가시적인 일치를 새롭게 발견하도록 교회 일치 노력을 기울이게 한 선구자이며 수호자입니다.”라고 말하였다.
1999년 유럽의 주교들에게 보내는 서한에서는 “그러므로 이들 교회(동방 정교회)와 맺는 관계는, 교황 바오로 6세께서 콘스탄티노폴리스 총대주교 아테나고라스 1세에게 보내신 소칙서에 쓰신 표현을 빌리자면, 자매 교회들의 사이처럼 촉진되어야 합니다.”라고 말하였다.
회칙 《하나 되게 하소서》(Ut Unum Sint) 56항에는 다음과 같이 말하고 있다.
“제2차 바티칸 공의회를 따라, 그리고 초기 전통에 비추어, 그들의 주교를 에워싸고 모여 있는 개별 교회 또는 지역 교회들을 자매 교회들로 부르는 것이 다시금 통상적인 일이 되었습니다. 덧붙이자면, 상호 파문의 폐지는 고통스러운 교회법적 심리적 장애를 제거함으로써 완전한 친교를 향한 길로 들어서는 매우 중요한 일보였습니다. 자매 교회들이라는 전통적인 호칭은 이 길에서 언제나 우리와 함께하여야 합니다.”
이러한 내용은 이 회칙 60항에 다시 한 번 등장한다.
“더욱 최근에, 국제공동위원회는 가톨릭교회와 동방 교회 사이에 자주 걸림돌이 되었던 매우 민감한 사안인, 가톨릭교회와 정교회의 온전한 친교 회복을 위하여 따라야 할 방법에 관해서 중요한 일보 진전을 이루었습니다. 공동위원회는 이 문제의 실질적 해결을 위하여, 자매 교회들에 대한 가르침을 바탕으로 교리적 기반을 마련하였습니다.”